# Sigibert (évêque d'Uzès)
Pour les articles homonymes, voir Sigebert.
Sigibert ou Sigipert, 11e évêque d’Uzès, épiscopat en 773.
Il paraît avoir siégé comme évêque, mais son existence n’est pas certaine.